# Awake (Dream Theater)
| Recensione     | Giudizio   |
| -------------- | ---------- |
| AllMusic       |            |
| Guitar World   | Favorevole |
| Piero Scaruffi |            |
| Q              | Favorevole |
| Rock Hard      |            |

Awake è il terzo album in studio del gruppo musicale statunitense Dream Theater, pubblicato il 4 ottobre 1994 dalla East West Records.

## Descrizione
Si tratta dell'ultimo album registrato insieme al tastierista Kevin Moore, il quale abbandonò il gruppo poco dopo il termine delle registrazioni dello stesso. Rispetto all'album precedente, Awake è caratterizzato da atmosfere più cupe e sonorità più tendenti all'heavy metal; tuttavia non mancano brani con atmosfere suggestive come Voices, Lifting Shadows Off a Dream e Space-Dye Vest. Per la prima volta in un loro album viene usata una chitarra a sette corde, grazie alla quale vengono raggiunte tonalità più basse e cupe. Inoltre le canzoni più brevi hanno tendenzialmente una struttura strofa-ritornello che le rendono più accessibili a chi non abbia molta familiarità col progressive metal e i suoi continui cambi di melodia.
Alcuni brani dell'album inoltre presentano svariati campionamenti tratti da spezzoni televisivi o direttamente recitati. Il brano 6:00 contiene un campionamento tratto dall'adattamento cinematografico di Gente di Dublino di James Joyce, in Space-Dye Vest sono presenti alcuni spezzoni tratti dal film Camera con vista, mentre in Voices sono presenti alcuni versi recitati dal rapper Prix-mo.

## Promozione
Il disco è stato promosso dalla pubblicazione dei singoli Lie e The Silent Man. In più è stata realizzata una tournée mondiale chiamata Waking Up the World Tour svoltasi tra il 1994 e il 1995.

## Tracce
CD, LP, download digitale
1. 6:00 – 5:31 (testo: Kevin Moore – musica: Dream Theater)
2. Caught in a Web – 5:28 (testo: James LaBrie, John Petrucci – musica: Dream Theater)
3. Innocence Faded – 5:43 (testo: John Petrucci – musica: Dream Theater)
4. Erotomania – 6:45 (musica: Dream Theater)
5. Voices – 9:53 (testo: John Petrucci – musica: Dream Theater)
6. The Silent Man – 3:48 (John Petrucci)
7. The Mirror – 6:45 (testo: Mike Portnoy – musica: Dream Theater)
8. Lie – 6:34 (testo: Kevin Moore – musica: Dream Theater)
9. Lifting Shadows Off a Dream – 6:05 (testo: John Myung – musica: Dream Theater)
10. Scarred – 11:00 (testo: John Petrucci – musica: Dream Theater)
11. Space-Dye Vest – 7:29 (Kevin Moore)

CD bonus nell'edizione giapponese
1. Eve – 5:05 (musica: Dream Theater)

MC
- Lato A

1. 6:00 – 5:31 (testo: Kevin Moore – musica: Dream Theater)
2. Caught in a Web – 5:28 (testo: James LaBrie, John Petrucci – musica: Dream Theater)
3. Erotomania – 6:45 (musica: Dream Theater)
4. Voices – 9:53 (testo: John Petrucci – musica: Dream Theater)
5. The Silent Man – 3:48 (John Petrucci)

- Lato B

1. The Mirror – 6:45 (testo: Mike Portnoy – musica: Dream Theater)
2. Lie – 6:34 (testo: Kevin Moore – musica: Dream Theater)
3. Lifting Shadows Off a Dream – 6:05 (testo: John Myung – musica: Dream Theater)
4. Innocence Faded – 5:43 (testo: John Petrucci – musica: Dream Theater)
5. Space-Dye Vest – 7:29 (Kevin Moore)

## Formazione
Gruppo
- James LaBrie – voce
- John Petrucci – chitarra
- John Myung – basso
- Kevin Moore – tastiera
- Mike Portnoy – batteria, percussioni

Altri musicisti
- Prix-mo – dialogo in Voices
- Rich Kern – programmazione in Space-Dye Vest

Produzione
- John Purdell – produzione, registrazione, missaggio
- Duane Baron – produzione, registrazione, missaggio
- Ryan Arnold – missaggio
- Ted Jensen – mastering

## Classifiche
| Classifica (1994) | Posizione massima |
| ----------------- | ----------------- |
| Germania          | 15                |
| Giappone          | 7                 |
| Paesi Bassi       | 33                |
| Regno Unito       | 65                |
| Stati Uniti       | 32                |
| Svezia            | 5                 |
| Svizzera          | 12                |